# Liste des villes jumelées de Tunisie

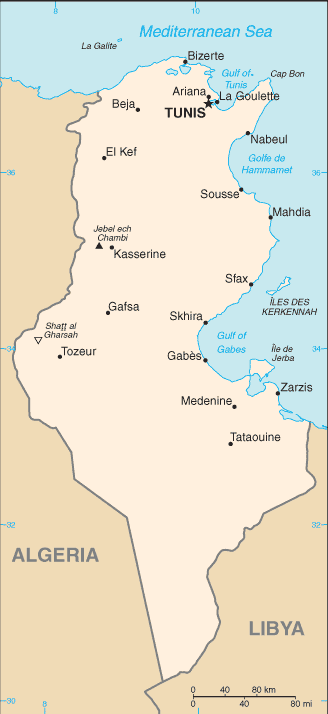
Carte de la Tunisie.

Ceci est la liste des villes jumelées de Tunisie ayant des liens permanents avec des communautés locales dans d'autres pays. Dans la plupart des cas, l'association, en particulier lorsque officialisée par le gouvernement local, est connue comme « jumelage » (même si d'autres termes, tels que « villes partenaires », « sister cities » ou « municipalités de l'amitié » sont parfois utilisés). Alors que la plupart des endroits sont des villes, la liste comprend aussi des villages et d'autres entités, avec des liens similaires.

## A

### Ariana
- Grasse (France) depuis le 8 mai 1982[1]

## B

### Béja
- Beja (Portugal)[2]

### Ben Arous
- Saint-Étienne (France) depuis le 26 janvier 1994[3]

### Bizerte
- Tanger (Maroc) depuis le 6 août 1976[4]
- Port-Saïd (Égypte) depuis le 13 janvier 1977[4]
- Annaba (Algérie) depuis le 12 avril 1985[4]
- Kalamata (Grèce) depuis le 22 juin 1997[4]
- Palerme (Italie) depuis le 6 mars 2001[4]

## G

### Gabès
- Linz (Autriche) depuis le 27 septembre 1977[5]
- Saint-Brieuc (France) depuis le 28 novembre 1998[5]

## H

### Hammamet
- Aqaba (Jordanie) depuis le 8 mai 1981[6]
- Nevers (France) depuis le 27 janvier 1985[6]

### Houmt Souk
- Ithaque (Grèce) depuis le 28 août 1993[7]
- Agde (France) depuis le 9 septembre 1996[7]

## J

### Jendouba
- Wolfsburg (Allemagne) depuis le 10 mars 2019[8]

## K

### Kairouan
- Fès (Maroc) depuis le 22 octobre 1964[9]
- Tlemcen (Algérie) depuis le 28 mai 1969[9]
- Cordoue (Espagne) depuis le 10 juin 1969[9]
- Le Caire (Égypte) depuis le 14 mars 1976[9]
- Samarcande (Ouzbékistan) depuis le 5 octobre 1977[9]
- Tombouctou (Mali) depuis le 2 juin 1986[9]
- Bursa (Turquie) depuis le 26 décembre 1987[9]
- Coimbra (Portugal) depuis le 14 novembre 1996[9]
- Nizwa (Oman) depuis le 24 juillet 1997[9]
- Kyoto (Japon) depuis le 8 novembre 1997[9]
- Pérouse (Italie) depuis le 26 février 1999[9]
- Raguse (Italie) depuis le 5 mai 2000[9]
- Mons (Belgique) depuis le 5 mai 2000[9]
- Al-Aïn (Émirats arabes unis) depuis le 22 mai 2000[9]

### Le Kef
- Bourg-en-Bresse (France) depuis 1993[10]

### Kélibia
- Almuñécar (Espagne) depuis 1986[11]
- Pantelleria (Italie) depuis 1993[11]
- Marsala (Italie) depuis 2003[11]

## L

### Lamta
- Tuoro sul Trasimeno (Italie) depuis 1985[12]

## M

### Mahdia
- Mazara del Vallo (Italie)[13]
- Saint-Nazaire (France)[13]
- Aveiro (Portugal)[13]

### Medjez el-Bab
- Moura (Portugal) depuis le 27 août 1995[14]

### Midoun
- Mauguio (France) depuis le 3 mars 2000[15] :
- Bușteni (Roumanie) depuis le 3 mars 2000[15]

### Monastir
- Münster (Allemagne) depuis le 11 mars 1969[16]

### M'saken
- Renaix (Belgique) depuis le 22 mai 1999[17]
- Anzin (France) depuis le 1er avril 2002[17]

## N

### Nabeul
- Montélimar (France) depuis 1999[18]

## S

### Sfax
| - Dakar (Sénégal) depuis 1965 - Marbourg (Allemagne) depuis 1971, - Casablanca (Maroc) depuis 1981 | - Safi (Maroc) depuis 1982 - Oran (Algérie) depuis 1989 - Makhatchkala (Russie) depuis 1990 | - Grenoble (France) depuis 1998 |

### Sousse
| - Thiès (Sénégal) depuis le 20 novembre 1965 - Ljubljana (Slovénie) depuis le 27 juillet 1967 - Poděbrady (Tchéquie) depuis le 17 mai 1969 - Boulogne-Billancourt (France) depuis le 12 juillet 1977 | - Brunswick (Allemagne) depuis le 10 septembre 1980 - Marrakech (Maroc) depuis le 17 novembre 1982 - Constantine (Algérie) depuis le 9 juin 1984 - Atar (Mauritanie) depuis le 29 juillet 1989 - Miami (États-Unis) depuis le 10 mai 1994 | - Salalah (Oman) depuis le 20 juin 1994 - Lattaquié (Syrie) depuis le 29 juin 1995 - Izmir (Turquie) depuis le 15 mai 2006 - Weihai (Chine) depuis le 25 août 2007 |

## T

### Tunis
| - Cologne (Allemagne) depuis le 12 juin 1964 - Tachkent (Ouzbékistan) depuis le 19 avril 1978 - Prague (Tchéquie) depuis le 20 septembre 1978 - Djeddah (Arabie saoudite) depuis le 5 novembre 1979 - Rabat (Maroc) depuis le 2 mars 1987 - Koweït (Koweït) depuis le 16 janvier 1988 | - Marseille (France) depuis le 5 juin 1989 - Lisbonne (Portugal) depuis le 3 septembre 1993 - Rio de Janeiro (Brésil) depuis le 29 novembre 1993 - Doha (Qatar) depuis le 18 juin 1994 - Santiago (Chili) depuis le 25 septembre 1994 - Mascate (Oman) depuis le 26 janvier 1995 - Rome (Italie) depuis le 27 février 1997 - Moscou (Russie) depuis le 14 septembre 1998 | - Montréal (Canada) depuis le 22 mars 1999 - Amman (Jordanie) depuis le 16 septembre 1999 - Stockholm (Suède) depuis le 23 septembre 1999 - Paris (France) depuis le 20 décembre 2004 - Istanbul (Turquie) depuis le 24 décembre 2010 - Tripoli (Libye) depuis le 19 septembre 2013 |